# Vladimir Cerrón
Vladimir Roy Cerrón Rojas, né le 16 décembre 1970 à Áhuac, est un homme politique péruvien, secrétaire national du parti marxiste-léniniste Pérou libre.

## Biographie
Neurochirurgien de profession, formé à Cuba, Vladimir Roy Cerrón Rojas fonde en 2008 la formation d'extrême gauche Pérou libre, dont il prend la direction.
En vue de l’élection présidentielle de 2021, Pedro Castillo le choisit pour être son colistier pour la deuxième vice-présidence du Pérou. Cependant, Vladimir Cerrón est rendu inéligible en raison d'une peine d'emprisonnement pour corruption.
En juillet 2022, il cesse de soutenir le président Castillo et appelle à sa démission de Pérou libre.